# 12e arrondissement de Budapest
Le 12e arrondissement de Budapest (en hongrois : Budapest XII. kerülete) ou Hegyvidék  en allemand : Bergland) est un arrondissement de Budapest.  de la capitale hongroise, sur la rive occidentale du Danube. Il est bordé au nord par le 2e arrondissement, à l'est par le 1er et au sud par le 11e. Situé à la périphérie du centre-ville, il est limitrophe à l'ouest des communes de Budaörs et Budakeszi.

## Site
| Quartiers                                    | Quartiers                                        | Création | Population en 2001 (hab.) | Superficie (ha) | Densité hab/km2 | Localisation                                       |
| -------------------------------------------- | ------------------------------------------------ | -------- | ------------------------- | --------------- | --------------- | -------------------------------------------------- |
| 1                                            | Budakeszierdő, à cheval sur les 2e et 12e arr.   |          | 329                       |                 |                 | \| 1 2 3 4 5 6 7 8 9 10 11 12 13 14 15 16 17 18 \| |
| 2                                            | Csillebérc                                       |          | 252                       |                 |                 | \| 1 2 3 4 5 6 7 8 9 10 11 12 13 14 15 16 17 18 \| |
| 3                                            | Farkasrét                                        |          | -                         |                 |                 | \| 1 2 3 4 5 6 7 8 9 10 11 12 13 14 15 16 17 18 \| |
| 4                                            | Farkasvölgy                                      |          | 1 311                     |                 |                 | \| 1 2 3 4 5 6 7 8 9 10 11 12 13 14 15 16 17 18 \| |
| 5                                            | Istenhegy                                        |          | 4 290                     |                 |                 | \| 1 2 3 4 5 6 7 8 9 10 11 12 13 14 15 16 17 18 \| |
| 6                                            | Jánoshegy                                        |          | 405                       |                 |                 | \| 1 2 3 4 5 6 7 8 9 10 11 12 13 14 15 16 17 18 \| |
| 7                                            | Kissvábhegy                                      |          | 3 802                     |                 |                 | \| 1 2 3 4 5 6 7 8 9 10 11 12 13 14 15 16 17 18 \| |
| 8                                            | Krisztinaváros, à cheval sur les 1er et 12e arr. |          | 23 689                    |                 |                 | \| 1 2 3 4 5 6 7 8 9 10 11 12 13 14 15 16 17 18 \| |
| 9                                            | Kútvölgy                                         |          | 5 021                     |                 |                 | \| 1 2 3 4 5 6 7 8 9 10 11 12 13 14 15 16 17 18 \| |
| 10                                           | Magasút                                          |          | 635                       |                 |                 | \| 1 2 3 4 5 6 7 8 9 10 11 12 13 14 15 16 17 18 \| |
| 11                                           | Mártonhegy                                       |          | 3 610                     |                 |                 | \| 1 2 3 4 5 6 7 8 9 10 11 12 13 14 15 16 17 18 \| |
| 12                                           | Németvölgy                                       |          | 12 983                    |                 |                 | \| 1 2 3 4 5 6 7 8 9 10 11 12 13 14 15 16 17 18 \| |
| 13                                           | Orbánhegy                                        |          | 6 074                     |                 |                 | \| 1 2 3 4 5 6 7 8 9 10 11 12 13 14 15 16 17 18 \| |
| 14                                           | Sashegy, à cheval sur les 11e et 12e arr.        |          | 4 865                     |                 |                 | \| 1 2 3 4 5 6 7 8 9 10 11 12 13 14 15 16 17 18 \| |
| 15                                           | Svábhegy                                         |          | 2 474                     |                 |                 | \| 1 2 3 4 5 6 7 8 9 10 11 12 13 14 15 16 17 18 \| |
| 16                                           | Széchenyihegy                                    |          | 2 756                     |                 |                 | \| 1 2 3 4 5 6 7 8 9 10 11 12 13 14 15 16 17 18 \| |
| 17                                           | Virányos                                         |          | 3 902                     |                 |                 | \| 1 2 3 4 5 6 7 8 9 10 11 12 13 14 15 16 17 18 \| |
| 18                                           | Zugliget                                         |          | 1 364                     |                 |                 | \| 1 2 3 4 5 6 7 8 9 10 11 12 13 14 15 16 17 18 \| |
| 1 2 3 4 5 6 7 8 9 10 11 12 13 14 15 16 17 18 |                                                  |          |                           |                 |                 |                                                    |

## Tissu associatif
- École autrichienne de Budapest
- École européenne austro-hongroise de Budapest